# Eleccions al Parlament Europeu de 2019 (Finlàndia)
Les Eleccions al Parlament Europeu de 2019 es van celebrar el 26 de maig per escollir els 13 membres de la delegació finlandesa al Parlament Europeu, unes setmanes després de les eleccions legislatives. Després del Brexit van augmentar a 14 membres, eurodiputat que va obtenir posteriorment la Lliga Verda.

## Resultats
|        |                         |                      |           |           |       |        |     |
| Llista | Llista                  | Líder                | Grup      | Vots      | %     | Escons | +/- |
|        | Coalició Nacional       | Petteri Orpo         | PPE       | 380.460   | 20,79 | 3 / 14 | =   |
|        | Lliga Verda             | Pekka Haavisto       | Verds/ALE | 292.892   | 16,00 | 3 / 14 | 2   |
|        | Partit Socialdemòcrata  | Antti Rinne          | S&D       | 267.603   | 14,62 | 2 / 14 | =   |
|        | Partit dels Finlandesos | Jussi Halla-aho      | ID        | 253.176   | 13,83 | 2 / 14 | =   |
|        | Partit del Centre       | Katri Kulmuni        | ALDE      | 247.477   | 13,52 | 2 / 14 | 1   |
|        | Aliança d'Esquerra      | Li Andersson         | GUE/NGL   | 126.063   | 6,89  | 1 / 14 | =   |
|        | Partit Popular Suec     | Anna-Maja Henriksson | ALDE      | 115.962   | 6,34  | 1 / 14 | =   |
|        | Demòcrata-Cristians     | Sari Essayah         | PPE       | 89.204    | 4,87  | 0 / 14 | =   |
|        | Mov. Set Estrelles      | Paavo Väyrynen       | -         | 16.065    | 0,88  | 0 / 14 | Nou |
|        | Partit Pirata           | Riikka Nieminen      | -         | 12.579    | 0,69  | 0 / 14 | =   |
|        | Reforma Blava           | Kari Kulmala         | ECR       | 6.043     | 0,33  | 0 / 14 | Nou |
|        | Altres partits          | Altres partits       | -         | 22.521    | 1,23  | -      |     |
| Total  | Total                   | Total                | Total     | 1.830.045 | 100   | 13     |     |